# Loch Calder
Loch Calder är en sjö i Storbritannien.   Den ligger i kommunen Highland och riksdelen Skottland, i den norra delen av landet, 800 km norr om huvudstaden London. Loch Calder ligger 65 meter över havet. Arean är 4,1 kvadratkilometer. Trakten runt Loch Calder består i huvudsak av gräsmarker. Den sträcker sig 3,9 kilometer i nord-sydlig riktning, och 2,4 kilometer i öst-västlig riktning.